# Masako (krater wenusjański)
Masako – krater uderzeniowy na powierzchni Wenus o średnicy 23,8 km, położony na 30° szerokości północnej i 53° długości wschodniej.
Decyzją Międzynarodowej Unii Astronomicznej w 1994 roku został nazwany na cześć japońskiej wojowniczki Masako Hōjō (1157–1225).